# Platymantis macrops
Platymantis macrops är en groddjursart som först beskrevs av Brown 1965.  Platymantis macrops ingår i släktet Platymantis och familjen Ceratobatrachidae. IUCN kategoriserar arten globalt som otillräckligt studerad. Inga underarter finns listade i Catalogue of Life.